# Список прапорів Військово-морського флоту Німеччини (1935-1945)

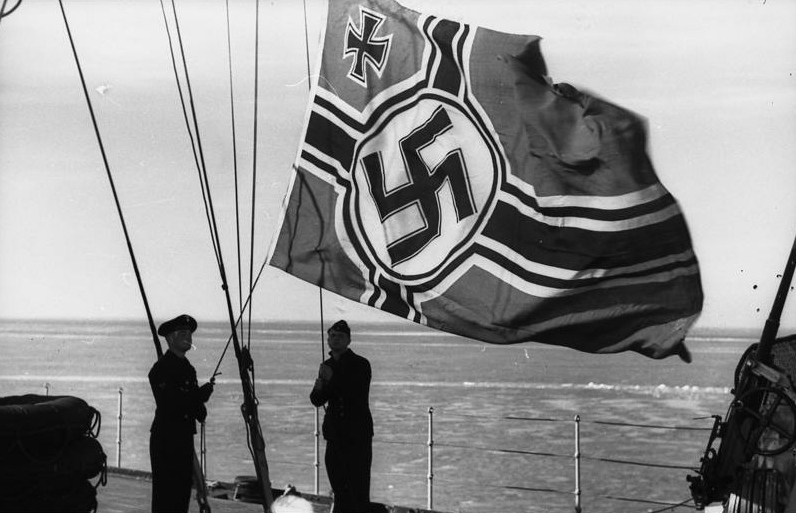
Прапор Reichskriegsflagge на кораблі

У цій статті наведено перелік прапорів Військово-морського флоту Німеччини, який включає прапори, штандарти та вимпели, що використовувалися в період між 1935 та 1945 роками німецьким Kriegsmarine та торговим флотом.

## Державний та торговельний прапор
| Прапор | Дата      | Призначення                                         | Опис |
| ------ | --------- | --------------------------------------------------- | --- |
|        | 1935–1945 | Державний і торговий прапор, а також морська піхота | Співвідношення ширини червоної зони: круглого диска: червоної зони становило 9:18:13. На морі використовувався виключно з 1933 року і передбачав версію зі зміщеною всередину свастикою. |

## Купецький прапор із Залізним хрестом
| Прапор | Дата      | Призначення                          | Опис                                                                                               |
| ------ | --------- | ------------------------------------ | -------------------------------------------------------------------------------------------------- |
|        | 1935–1945 | Купецький прапор із Залізним хрестом | Використовувався капітанами торгового флоту, які були відставними офіцерами ВМС (офіцерами запасу) |

## Імперський військовий прапор
Reichskriegsflagge, запроваджений 7 листопада 1935 року, широко використовувався у Вермахті. Так, він також слугував кригсмарине як військово-морський прапор, який піднімався у дні прапора незалежно від місця дислокації корабля. Це були 1 січня (Новий рік), 18 січня (день заснування Німецької імперії у 1871 році), 30 січня («день національного опитування»), 20 квітня (день народження Адольфа Гітлера), 1 травня («День праці») та 31 травня (річниця Ютландської битви Першої світової війни). Крім того, кораблі у внутрішніх водах повинні були піднімати прапор Рейхскрігсфлаг 1 березня (на честь реінтеграції території Саарського басейну до Німеччини у 1935 році), 29 серпня (день заснування прусського військово-морського флоту у 1859 році), у першу неділю після Міхаельмаса і в день свята врожаю. Незалежно від цих днів, усі військові кораблі, які приймали главу держави, були зобов'язані показувати рейхскригсфлагг (Reichskriegsflagge).
| Прапор | Дата      | Призначення                  | Опис |
| ------ | --------- | ---------------------------- | --- |
|        | 1935–1937 | Імперський військовий прапор | Введено в дію 7 листопада 1935 р. |
|        | 1938–1945 | Імперський військовий прапор | Порівняно з попередньою версією, змінено ширину та розташування чорних смуг. Ця зміна, ймовірно, була зроблена в грудні 1937 року, але офіційних публікацій про це немає. |

## Службовий прапор Рейху
Державний прапор Рейху використовувався всіма державними органами, такими як Рейхсбан, Рейхсаутобан та Рейхсбанк. У військово-морському флоті рейхсфлотський прапор несли всі державні судна, яким не дозволялося піднімати рейхсрагсфлаг. У разі відсутності службового прапора Рейху, замість нього мав бути піднятий національний та торговельний прапор.
| Прапор | Дата      | Призначення            | Опис |
| ------ | --------- | ---------------------- | --- |
|        | 1935–1945 | Службовий прапор Рейху | Прапор мав пропорції 3 : 5. У центрі на білому колі з чорною облямівкою зображено свастику, що стоїть вертикально. У верхньому підйомнику розміщений рейхсман. |

## ПрапориKriegsmarine
Більшість командних і рангових прапорів німецького флоту мали традиційний характер і вже використовувалися в Імперському і до того прусському флоті. Прапор гросс-адмірала був дуже схожий на той, що використовувався в Імперському флоті. Абсолютно новим, однак, було звання генерал-адмірала, яке Еріх Редер, головнокомандувач Кригсмаріне, прийняв у 1936 році. Для того, щоб уникнути того, щоб звання Редера було вищим за звання головнокомандувача Люфтваффе (генерал-полковника Германа Герінга) і сухопутних військ (генерал-фельдмаршала Вернера фон Фріча), було запроваджено звання генерал-адмірала. Фактично заплановане звання генерал-адмірала як головнокомандувача ВМС було «відкладено», а для головнокомандувача, який не є генерал-адміралом, було запроваджено спеціальний прапор. У 1939 році Редер отримав звання ґранд-адмірала, тобто спеціальний прапор залишався офіційним, але не знайшов жодного застосування. Це продовжилося і з наступником Редера, Карлом Деніцем, який у 1943 році був підвищений з адмірала до генерал-адмірала, оминувши звання генерал-адмірала.

### Прапори вищого командного складу
| Прапор | Дата                              | Призначення                                                                                            | Опис |
| ------ | --------------------------------- | --- | --- |
|        | 1935–1945 (де-факто до 1939 року) | Прапор головнокомандувача ВМС, якщо не гранд-адмірала                                                  | Два схрещені адміральські мечі, на яких розміщено адміральський хрест. |
|        | 1939–1945                         | Прапор Великого Адмірала                                                                               | На адміральському хресті розташовані два перехрещені гроссадміральські жезли та жовтий орел Вермахту. Впадає в око «техніка затінення», використана на цьому прапорі. І гроссадміральський жезл, і орел Вермахту були оснащені тіньовими елементами. |
|        | 1943–1945                         | Прапор інспектора-адмірала військово-морського флоту Великого німецького рейху у званні гранд-адмірала | Прапор великого адмірала з широкою світло-блакитною облямівкою, яка становила одну п'яту ширини внутрішнього прапора. Посаду адмірал-інспектора обіймав Еріх Редер.                                                                                  |
|        | 1935–1945                         | Прапор генерал-адмірала                                                                                | Адміральський хрест з двома перехрещеними мечами жовтого та коричневого кольорів у нижньому підйомі |
|        | 1935–1945                         | Прапор адмірала                                                                                        | Адміральський хрест вже був запроваджений у прусському флоті |
|        | 1935–1945                         | Прапор віце-адмірала                                                                                   | Адміральський хрест з чорною кулею у верхньому підйомі. |
|        | 1935–1945                         | Прапор контр-адмірала                                                                                  | Адміральський хрест з чорними кулями у верхньому і нижньому підйомах. |

### Інші прапори команд
| Прапор | Дата      | Призначення          | Опис                                                                                                   |
| ------ | --------- | -------------------- | --- |
|        | 1935–1945 | Командорський вимпел | Вимпел, закріплений на щоглі, був укорочений до 60 % від загальної довжини.                            |
|        | 1935–1945 | Вимпел вислуги років | Як вимпел «Командор», але піднятий над двором.                                                         |
|        | 1935–1945 | Лідерський вимпел    | Як Kommodorestander, але вільно розгойдується.                                                         |
|        | 1935–1945 | Вимпел флоту         | Піднято на верхній щоглі                                                                               |
|        | 1935–1945 | Вимпел групи         | Як вимпел флотилії, але піднятий над Двором.                                                           |
|        | 1935–1945 | Командирський вимпел | Вимпел був розрізаний на чверть від загальної довжини і мав співвідношення висоти до довжини 15 : 1000 |

### Прапори та вимпели на транспортних засобах
| Прапор | Дата      | Призначення                                                                                             | Опис |
| ------ | --------- | --- | --- |
|        | 1940–1945 | Автомобільний вимпел для адміралів як командувачів сухопутних військ                                    | Всі вимпели та прапори мали співвідношення довжини до висоти 5 : 3                                                                               |
|        | 1940–1945 | Автомобільний вимпел для морських командирів та командирів бригад Kriegsmarine                          | |
|        | 1940–1943 | Автомобільний вимпел для командирів відділів Kriegsmarine                                               | |
|        | 1943–1945 | Автомобільний вимпел для командирів відділів Kriegsmarine                                               | Жовтий, прозорий якір був доданий 20 січня 1943 року                                                                                             |
|        | 1940–1943 | Автомобільний вимпел для командирів фортець ВМС на штабних офіцерських посадах та командирів полків ВМС | |
|        | 1943–1945 | Автомобільний вимпел для командирів фортець ВМС на штабних офіцерських посадах та командирів полків ВМС | Жовтий, прозорий якір був доданий 20 січня 1943 року                                                                                             |
|        | 1940–1945 | Автомобільний вимпел для адміралів                                                                      | Вимпел мав ширину 35 см і висоту 23 см. Золота облямівка, прикрашена 42 свастиками, мала ширину від 25 до 30 мм. Рейхсадлер був жовтого кольору. |
|        | 1940–1945 | Автомобільний вимпел для інших членів ВМС                                                               | Вимпел мав ширину 33 см при висоті 22 см. Золота облямівка мала ширину 6 мм. Рейхсадлер був жовтого кольору                                      |

### Вимпели за бойові заслуги
| Прапор | Дата      | Значення                                                                    | Опис |
| ------ | --------- | --------------------------------------------------------------------------- | --- |
|        | 1941–1945 | Вимпел за бойові заслуги                                                    | Нагороджували капітанів суден, що не плавали під прапором Reichskriegsflagge, за «виняткові заслуги у веденні бойових дій».                        |
|        | 1943–1945 | Вимпел «Ластівчин хвіст» за знищення кораблів противника береговою обороною | Надається підрозділам берегової оборони за знищення крейсерів і вище                                                                               |
|        | 1943–1945 | Вимпел за знищення кораблів береговою обороною                              | Надається підрозділам берегової оборони за знищення есмінців і нижче                                                                               |
|        | 1940–1945 | Вимпел для збивання ворожих літаків                                         | Нагороджується відповідальний підрозділ за збиття літаків противника (по одному за кожен літак) зенітними батареями або легким зенітним озброєнням |

### Прапор для підрозділів Landwehr Kriegsmarine
| Прапор | Дата      | Призначення                                                                   | Опис |
| ------ | --------- | ----------------------------------------------------------------------------- | --- |
|        | 1936–1945 | Прапор для сухопутних військових частин або об'єктів ВМС Німеччини (ліворуч)  | Запроваджений 8 вересня 1936 року. Як і передбачалося для всіх прапорів Вермахту, розміри прапора становили 126 на 126 см. Він кріпився до 3-метрового флагштока |
|        | 1936–1945 | Прапор для сухопутних військових частин або об'єктів ВМС Німеччини (праворуч) | Те ж саме, що й прапор вище |

## Інші військово-морські прапори
| Прапор | Дата      | Призначення                                            | Опис |
| ------ | --------- | ------------------------------------------------------ | --- |
|        | 1935–1936 | Прапор для водного спорту                              | Чорно-біло-червоний прапор з білим, закрученим на 45 градусів якорем на чорній смузі. Використовувався з 31 травня 1935 року по 17 січня 1936 року.  |
|        | 1936–1945 | Прапор для водного спорту                              | На чорному, з білою обшивкою, прозорому якорі розміщено білий диск зі свастикою. Прийнято 6 квітня 1936 року                                         |
|        | 1935–1945 | Прапор пілота                                          | Прапор лоцманських машин і лоцманського сигналу. Висота або ширина білої смуги становила одну п'яту висоти внутрішнього прапора                      |
|        | 1935–1945 | Ідентифікаційний знак транспортних засобів Weserlotsen | Розміщувався на щоглі і вказував на те, що пілотований апарат має на борту готових до використання пілотів. Співвідношення розмірів прапора було 5:9 |
|        | 1936–1945 | Поштовий військово-морський прапор                     | Введено в дію 14 березня 1936 року |

## Прапори для урочистих подій
| Прапор | Дата      | Призначення                                         | Опис |
| ------ | --------- | --------------------------------------------------- | --- |
|        | 1935–1945 | Чорно-біло-червоний імперський військовий прапорщик | Піднімається в пам'ятні дні за спеціальним розпорядженням.                                                         |
|        | 1935–1945 | Імперський військовий мічман                        | Піднімався як прапор 31 травня (на згадку про Ютландську битву)                                                    |
|        | 1940–1945 | Військовий прапор Австро-Угорщини                   | Піднімається як прапор на важкому крейсері «Принц Юджин» замість Імперського військового прапора кожного 31 травня |